# 康拉德·库贾
康拉德·库贾（Konrad Paul Kujau，1938年6月27日—2000年9月12日）是德国一位插畫家、偽造文書者。1983年，他把自己偽造的希特勒日記以250万德國馬克的價格卖給一記者，那记者又转手卖给亮点杂志，这次的成交价是930万马克，记者净赚680万马克。伪造勾当败露后，库贾被判处四年半监禁。

## 生平

### 早年生活
库贾出生在纳粹德国城市勒包，其父理查德·库贾（Richard Kujau）是个鞋匠，与妻子共育有五个孩子，夫妻二人都在1933年加入了纳粹党。库贾在持续不断的贫瘠中度过了童年，其母曾被迫暂时将孩子们送进孤儿院。少年库贾在成长过程中一直笃信纳粹思想，崇拜阿道夫·希特勒；1945年德国战败，阿道夫·希特勒自杀，但这也没淡化他对纳粹事业的热情。1957年之前，他一直在从事一系列低技术工作，就在这一年，当他在勒包的青年俱乐部当服务员时，警方发出了一份逮捕令，说他与一麦克风盗窃案有牵连。当年6月，他逃到了西德城市斯图加特，在漂泊生活中一边从事低技术工作，一边干小偷小摸的勾当。1959年，库贾因盗窃烟草而被罚款80马克；1960年，他又在闯入储藏室盗窃干邑白兰地时被抓了个现行，入狱九个月；1961年，他又因盗窃五箱水果而入狱更长时间。6个月后，在酒吧担任厨师期间，库贾与雇主打了起来，之后又遭逮捕。
1961年，库贾与酒吧同事、服务员Edith Lieblang开始恋爱。二人搬到普洛兴根后开了一家跳舞吧（Dance bar），赚了些小钱。库贾从此时开始给自己编造背景，跟别人说自己的真名是彼得·费舍尔（Peter Fischer），把自己的生日改了两年，把在东德的经历也改了。至1963年，跳舞吧开始面临经济困难，二人搬回了斯图加特，库贾再度找了份服务员工作。他也是在此时开始了伪造生涯，他當時就伪造了价值27马克的午餐券（luncheon voucher）；被抓后，他在监狱里被关了5天。出狱后，他和妻子开办了Lieblang清洁公司，但依旧没能带来多少收入。1968年3月，警方在例行检查库贾的住所时发现库贾一直在使用假身份，他向警方提供的姓名、住址以及出生日期都与他身上带的证件不符。在警局，库贾又编造了第三套身份细节，也给自己使用假身份编了个理由；但警方经指纹检查确认了库贾的真实身份。他被关进了斯图加特的斯坦海姆监狱。
库贾于1960年代末出狱后，他和妻子的清洁公司已经赚到了足够的钱，二人便在斯图加特附近的Schmieden买了一套公寓。库贾在1970年回东德探亲时发现很多当地人都藏匿着纳粹纪念品，這违反了東德政府的法律。库贾看到了商机，于是他从东德的黑市低价购进材料，之后在对纳粹纪念品需求愈发增多的西德加价出售。斯图加特收藏者们给出的价钱最高能达到库贾进价的十倍。这种买卖在东德是违法行为，东德官方亦禁止出口被其视为文化遗产的物品。库贾夫妇都曾落网，但只是一人一次，没有被一同抓获，作为惩戒，他们的走私货都被没收了。
库贾从东德走私出来的物品中还有武器，他自己也偶尔会携带一把手枪，有时在附近的田地里射击，有时在当地酒吧里射击空瓶。1973年2月的一晚，醉酒的库贾端着一挺已子弹上膛的机枪与一男子对峙，因为他觉得那人一直在扎清洁公司货车的轮胎。那人撒腿就跑了，库贾追错了，闯进了另一间屋子，惊吓到了一位妓女。被妓女的尖叫引来的警察逮捕了库贾。警方在搜查库贾公寓时找到了5把手枪、一挺机枪、一支霰弹枪以及3支步枪。库贾在表达歉意后被罚款。
1974年，他开了一家商店，把自己的那些纳粹纪念品都放了进去。到了夜里，商店就会变成库贾与朋友和收藏者饮酒聚会的地方，这些人中就有住在美国的沃尔夫冈·舒尔策（Wolfgang Schulze），他成了库贾在美国的代理人。很快，库贾为给店内商品提价而开始伪造配套的鉴定证书，他为手里一顶原本只值几马克的一战德军钢盔伪造了希特勒的亲笔记录，说希特勒本人曾在1914年10月末于第一次伊珀尔战役中戴过它，从而大幅抬高了价格。除了模仿希特勒笔迹外，他还模仿马丁·鲍曼、鲁道夫·赫斯、海因里希·希姆莱、赫尔曼·戈林以及約瑟夫·戈培爾的笔迹伪造文件。尽管库贾模仿的笔迹尚可，但赝品其余部分则只能用粗糙来形容。很多时候，库贾伪造的文件上的词汇拼写以及语法都不准确，尤其是在他伪造英语文件时，比如《慕尼黑协定》就是其中一例。
至1970年代中后期，库贾开始发挥自己的业余艺术家特长，转而绘制画作，之后说是希特勒的原作，后者在青年时代也曾是个业余艺术家。在为自己的伪作找到市场后，库贾开始绘制买主们感兴趣的题材，比如卡通、裸体以及战斗中的军人——希特勒从未画过，亦不会去画的主题。库贾经常会给这些伪作再配上自己伪造的希特勒本人写下的小字条。库贾通过伪造画作获利不菲。被问及获取纪念品的渠道时，他就编造出几个东德的供货人，包括前纳粹将军、被他贿赂的博物馆馆长，以及他在國家人民軍里當上将军的兄弟。
在伪造的希特勒亲笔字条成功骗过了买家们后，库贾的胃口变大了，他還特意手抄了《我的奋斗》全两卷的文字，虽然原稿都是打字机打出来的。库贾还编造了《我的奋斗》“第三卷”的序言。接着，他把这些手稿卖给了一位常客，纳粹纪念品收集者弗里茨·斯蒂费尔 (Fritz Stiefel)。库贾还曾伪造过一系列所谓的希特勒战时诗作，但成品显得过于外行，他自己后来承认，“就连14岁的收藏者都能认出那些是假的”。1980年，部分伪造诗作得到了出版，结果有位史学家指出，其中一首诗不可能是希特勒所作，因为那是德国诗人赫里伯特·门泽尔写的。

### 希特勒日记
人們并不知晓库贾何时伪造了第一本希特勒日记。弗里茨·斯蒂费尔说库贾於1975年把一本希特勒日记借给了自己。沃尔夫冈·舒尔策则说第一本伪造于1976年，而库贾则说自己是从1978年开始伪造希特勒日记的。他从东柏林低价购入一批笔记本，在封皮上贴上金色的两个字母“FH”（而非希特勒的姓名缩写AH）；这些字母贴花是他从百货公司买来的，材质为塑料，原产地为香港。为了让伪作看起来更真实，库贾把一份原版党卫队文件上的黑丝带用德军蜡封固定在了封皮上。墨水方面，他买了两瓶百利金的產品，一瓶黑色，一瓶蓝色，之后将两瓶墨水加水混合在一起，以便在用自己买的廉价钢笔书写时更顺畅些。库贾用了一个月的时间用鋼筆练习书写老德语哥特体，而這是希特勒曾经使用的字体。库贾把成品展示给弗里茨·斯蒂费尔，后者表示想要买下来，但库贾却拒绝出售，弗里茨·斯蒂费尔则请求他将日记借给自己，库贾同意。
库贾于1978年将第一本偽造的希特勒日记卖给了一位收藏家。1980年，记者格尔德·海德曼在听闻消息后联系了库贾。库贾告诉他，那些日记是自己在东德军队里当将军的兄弟的東西。海德曼表示想從库贾手中买下库贾聲稱的希特勒日记。在接下来的两年里，库贾又伪造了61卷日记，並以250万马克的售价全部卖给海德曼。海德曼则从自己在亮点杂志的雇主那里得到了900万马克报酬。1983年，日记刚出版就被识破，海德曼和库贾均遭逮捕。1984年8月，库贾因伪造罪而被判四年半监禁，与其同谋的妻子Lieblang也获刑一年。次年，海德曼因诈骗罪而亦被判处四年半徒刑。
库贾在被关了3年后就出狱了，他以“伪造专家”的身份上了电视，并做起了售卖“真品库贾伪作”的生意，出售自己模仿各个艺术家风格而创作的赝品。1996年，库贾参选斯图加特市长，最终得票901张。2000年，库贾因癌症病逝。
2006年，有个自称是库贾侄孙女的名叫佩特拉·库贾（Petra Kujau）的人因售卖“假伪作”（在产自亚洲的廉价赝品上伪造康拉德·库贾签名）而遭到指控。

## 註腳
1. ↑  Harris 1991，第106頁.
2. ↑  Harris 1991，第109頁.
3. ↑  Harris 1991，第110頁.
4. ↑  Harris 1991，第112頁.
5. ↑  Hamilton 1991，第11, 13–15頁.
6. ↑  Hamilton 1991，第17–18頁.
7. ↑  Hamilton 1991，第19–20頁.
8. ↑  . 英國廣播公司新聞 (伦敦: 英国广播公司).   [10 September 2012]. （原始内容存档于2019-05-01）.
9. ↑  Harris, Robert. . London: 费伯出版社. 1986. ISBN 0-571-14726-7.
10. ↑  . 经济学人. 21 September 2000  [10 September 2012]. （原始内容存档于2018-05-07）.
11. ↑  . kujau-archiv.de. 2010  [10 September 2012]. （原始内容存档于2023-01-28）.
12. ↑  Connolly, Kate. . 衛報 (伦敦: 衛報媒體集團). 10 September 2010  [10 September 2012]. ISSN 0261-3077. OCLC 60623878. （原始内容存档于2023-02-24）.